# Josef Müller (textilní výtvarník)
Josef Müller (22. února 1931 Olešnice na Moravě – 10. listopadu 1994 Jindřichův Hradec) byl český textilní výtvarník; iniciátor a realizátor druhé etapy vývoje Gobelínové a restaurátorské dílny Ústředí uměleckých řemesel v Jindřichově Hradci (1958–1991).

## Život
Narodil se jako prvorozený syn Marii Müllerové, rozené Hauptové, a Josefu Müllerovi, kteří žili a pracovali v Boskovicích v oděvní továrně. V Boskovicích prožil mládí. Prostředí textilní výroby předurčilo jeho další směřování.

### Studia
Po ukončení Obecné a měšťanské školy v Boskovicích (1946) nastoupil na Státní odbornou školu ve Svitavách, kterou absolvoval v roce 1948. V následujících dvou letech prohluboval své vzdělání na Vyšší průmyslové škole textilní v Brně (1948–1950) a po maturitě byl krátce zaměstnán jako návrhář v podniku Textilní tvorba, vzorové závody a modelárny v Letovicích.
Záhy byl rozpoznán jeho výtvarný talent a v roce 1951 nastoupil na Vysokou školu uměleckoprůmyslovou v Praze do textilního ateliéru prof. Antonína Kybala. Po vykonání státních závěrečných zkoušek a obhajobě diplomové práce tapisérií „Balada české krajiny“ (1957) absolvoval v období 1956–1957 čestný rok na téže škole.

### Gobelínová a restaurátorská dílna Ústředí uměleckých řemesel v Jindřichově Hradci (1958-1991)
Na doporučení prof. Antonína Kybala nastoupil Josef Müller v roce 1958 jako vedoucí do jindřichohradecké gobelínky. V témže roce - u příležitosti výstavy „Francouzské tapiserie“ konané v Praze (1958) - navštívil jindřichohradeckou dílnu jeden z iniciátorů obrození oboru tapiserie, francouzský umělec Jean Lurçat. Ten Josefa pozval k studijnímu pobytu do svého ateliéru na hradě Les Tours de Saint Laurent u Saint Céré. Tento studijní pobyt se uskutečnil v lednu a únoru 1959. Josef Müller se zde mohl seznámit s východisky lurçatovského přístupu k tvorbě kartonů pro tapiserie, tj. omezené barevnici, důrazu na stálost barev a kvalitu použité příze. Výtvarná poetika tohoto pojetí směřovala k oblasti dekorativního umění (ľart applique). Vliv francouzské dekorativní elegance se projevoval v produkci jindřichohradecké dílny do poloviny 60. let minulého století. V průběhu šedesátých let 20. století došlo k postupnému útlumu navrhování a výroby užitkových textilií (šatky, záclony atd.) a k orientaci dílny na restaurování historických tapiserií, ve kterém sehrál Josef Müller zásadní roli.
Nedílnou součástí Müllerovy práce byla transpozice návrhů externích výtvarníků do „řeči“ textilního vlákna. Během působení v manufaktuře uskutečnil Müller téměř dvě stovky takových výtvarných „přepisů“. Dílna si postupně pod jeho vedením získala mezinárodní renomé. Realizovaly se například práce prof. Endre Nemese pro Första sparbanken, Stockholm (1983–1984) či The grammar of the technology I. a II. pro firmu VOLVO v Göteborgu. Výtvarné návrhy pro tkaní tapiserií navrhovali četní čeští a slovenští výtvarní umělci: Jiří John, Jaroslava Pešicová, Ľudovít Fulla, Juraj Krén a mnozí další. Jejich návrhy pak byly Josefem Müllerem rozpracovány do skutečné velikosti a pod jeho vedením utkány tkadlenami.
Součástí činnosti v manufaktuře bylo hledání formy pro cenově dostupná díla určená pro nejširší veřejnost. Od poloviny 60. let 20. století proto vznikaly současně s velkými zakázkami i bytové tapisérie (tzv. chlupáče), jejichž výtvarný projev byl položen na využití estetických a optických vlastností ručně předené vlny.

### Počátky autorské tapiserie
60. léta 20. století přinesla pro rozvoj tapisérie další impulsy. Řada umělců se začala orientovat na vlastní realizaci textilního díla. Tím podtrhovali jeho individuální charakter oproti dílenské produkci. Zásadní roli zde sehrála iniciativa Jeana Lurçata a Pierra Pauliho, kteří v roce 1962 iniciovali vznik lausannských  bienále tapisérií. Hlavní podíl na formování tohoto trendu měli umělci z Francie, USA, Polska a tehdejšího Československa.

### Josef Müller a jeho autorská tapiserie
Stranou tohoto proudu nestál ani Josef Müller. Pro jeho autorskou tvorbu, kterou většinou realizovala jeho žena Mileva Müllerová, měla zásadní význam spolupráce s manželi Josefem Leodegarem (Paulem) Hurschlerem a jeho ženou Florou z USA. Ti v USA soustředili a představovali ve své sbírce to nejlepší ze světové textilní tvorby. Tato spolupráce trvala od roku 1966 do roku 1978. Během ní vzniklo na čtyřicet tapisérií, které obohatily například interiér nové budovy Bank of America ve Phoenixu („Dozrávání“ 1969, 160 x 344 cm, „Zpěv slavíků“ 1969, 150 x 300 cm), Institut of Technology v Pasadeně („Na cestě za sluncem I.“, 1971, 400 x 200 cm. Tapisérie „Srpen“, 1977, 331 x 710 cm byla později umístěná v prostorách Louise M. Davies Symphony Hall v San Franciscu. V Bank of America v San Franciscu si jiná Müllerova tapisérie „Na cestě za sluncem II.“(z roku 1972) „zahrála“ ve filmu The Towering Inferno (v Čechách uváděným pod názvem Skleněné peklo), kde se o ní opírá unavený hasič (Steve McQueen) se svými druhy (viz externí odkaz 1)
Tato autorská linie měla své pokračování v domácí tvorbě například v tapisérii „Září – Rodící země“ z roku 1976 pro tehdejší Institut pro další vzdělávání lékařů (dnes je tapiserie soukromý majetek). Podněty vycházející z možností zpracování a výtvarného zhodnocení ručně předené vlny byly uplatněny ve vyzrálé podobě tapisérie „Jižní Čechy, 1980, 250 x 640 cm, určené pro tehdejší Palác kultury v Praze (dnes Kongresové centrum Praha).

## Zhodnocení díla
Josef Müller vnesl do československé tapisérie uvážlivost při hledání nových možností textilního umění v kontextu jeho dobového vývoje. V jeho díle šlo především o polidštění obsahu této formy přesahující hranici konceptu. Emoce sdělení, zprostředkovaná zrakem, světelností, měkkostí a strukturou příze, naplněná baladičností příběhů, je trvalou kvalitou jeho přínosu do vývoje světové tapisérie.